# Cal Pitchell
Cal Pitchell és un edifici al poble d'Arbeca (les Garrigues). Edifici original de planta baixa i pis superior, amb l'afegit d'un segon pis amb galeria de finestrals i terrassa superior. Destaca sobretot pel magnífic balcó ricament engalanat amb pilastres motllurades i capitells de fulles d'acant, amb capets d'àngels alats, que sostenen un entaulament. Al centre de la llinda hi ha l'escut de Poblet (P.O.) i a la part superior, la data 1549. Un guardapols força treballat que arriba fins a la cantonada protegeix l'obertura, que per les seves mides sembla que hauria de tractar-se d'una finestra. Damunt la portada s'han gravat, recentment, les inicials de la família i fulles de timó. Es pot veure un escut de pedra amb les lletres P.O., clarament al·lusives al Reial Monestir de Santa Maria de Poblet. Potser es podria establir certa dependència de l'edifici vers el monestir tot i que, ara com ara, no és comprovable.